# 英皇阁
英王閣（英語：Royal Pavilion），又稱英皇閣、皇家穹頂宮，是位於英國英格蘭布萊頓的豪華宮殿，為威爾斯親王喬治所建。它是一所一級登錄建築。

## 歷史
1783年，喬治首次访问布赖顿，进行海水物理治疗痛风。1786年他租下一间农舍。
1815年—1822年 ，建筑师约翰·纳西重新设计宫殿，今天看见的就是他的作品。宫殿就在布赖顿的中心。外观受到印度伊斯兰（莫卧儿王朝）建筑风格的强烈影响，有点类似印度的泰姬陵。富于幻想的内部设计，基本上出自弗雷德里克·格雷斯（Frederick Crace）和罗伯特·琼斯（Robert Jones），内部装饰和摆设则充满中国情调。这是个完美异国情调的例证，是对摄政风格更加古典的主流口味的一种变通办法。
乔治四世死后，他的继承者威廉四世短暂使用过，维多利亚女王则将英皇阁卖给了市议会。
第一次世界大战期间英皇阁曾用作印度伤兵医院。英皇阁向游客开放，也用于教育目的、宴会和婚礼。

## 圖片集

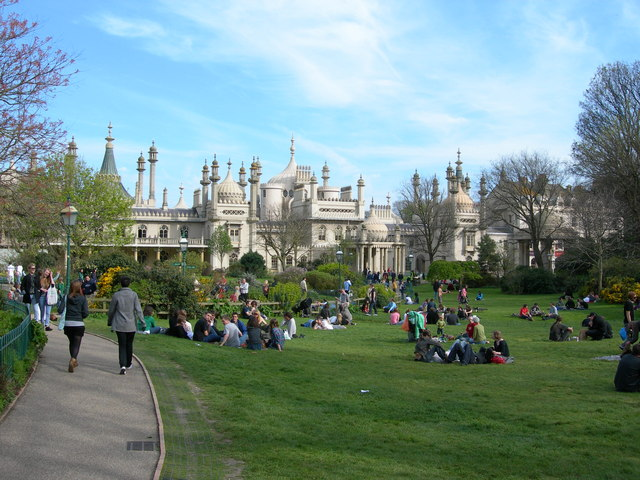
Pavilion Gardens with Pavilion in the background
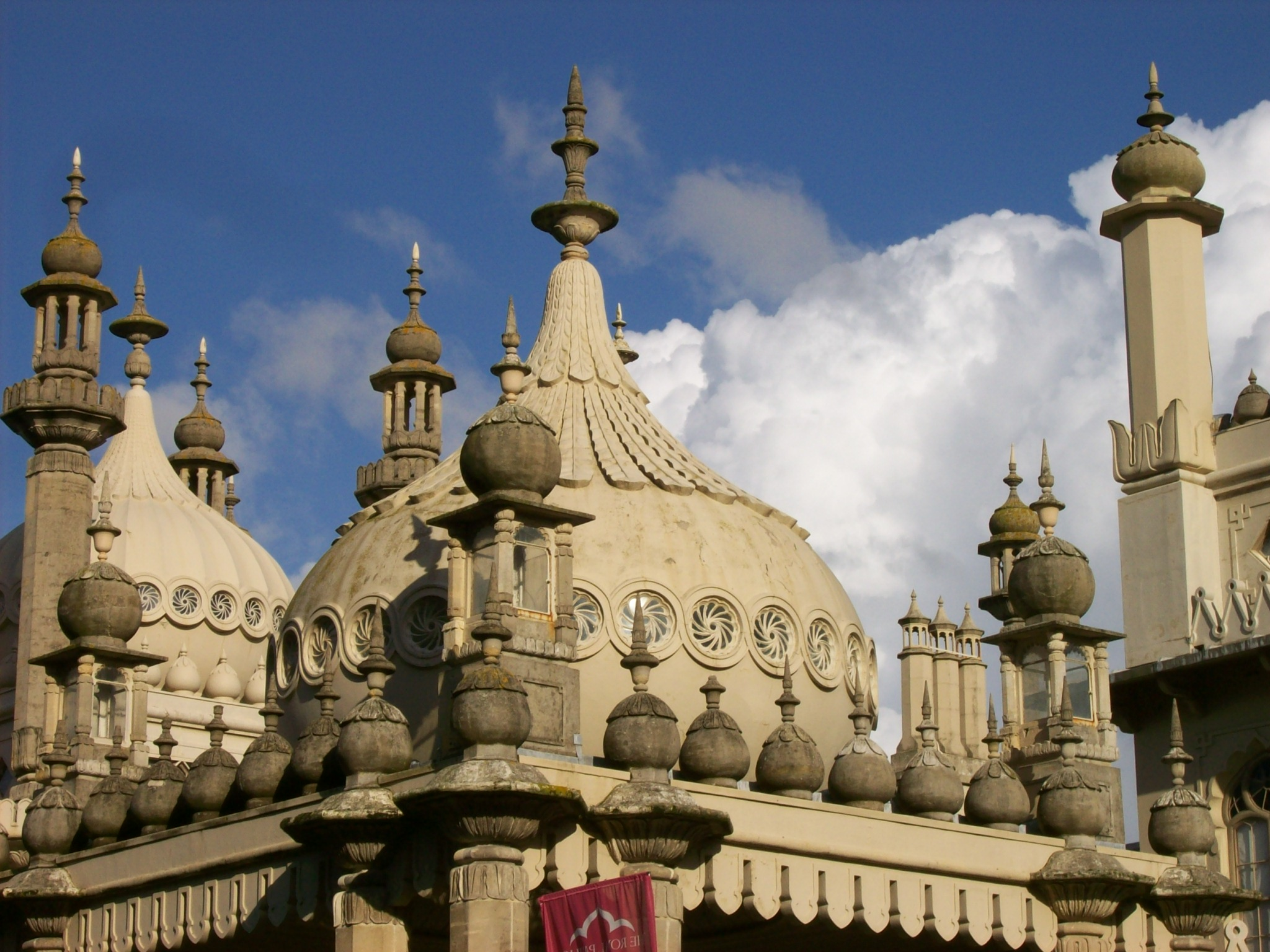
Domes
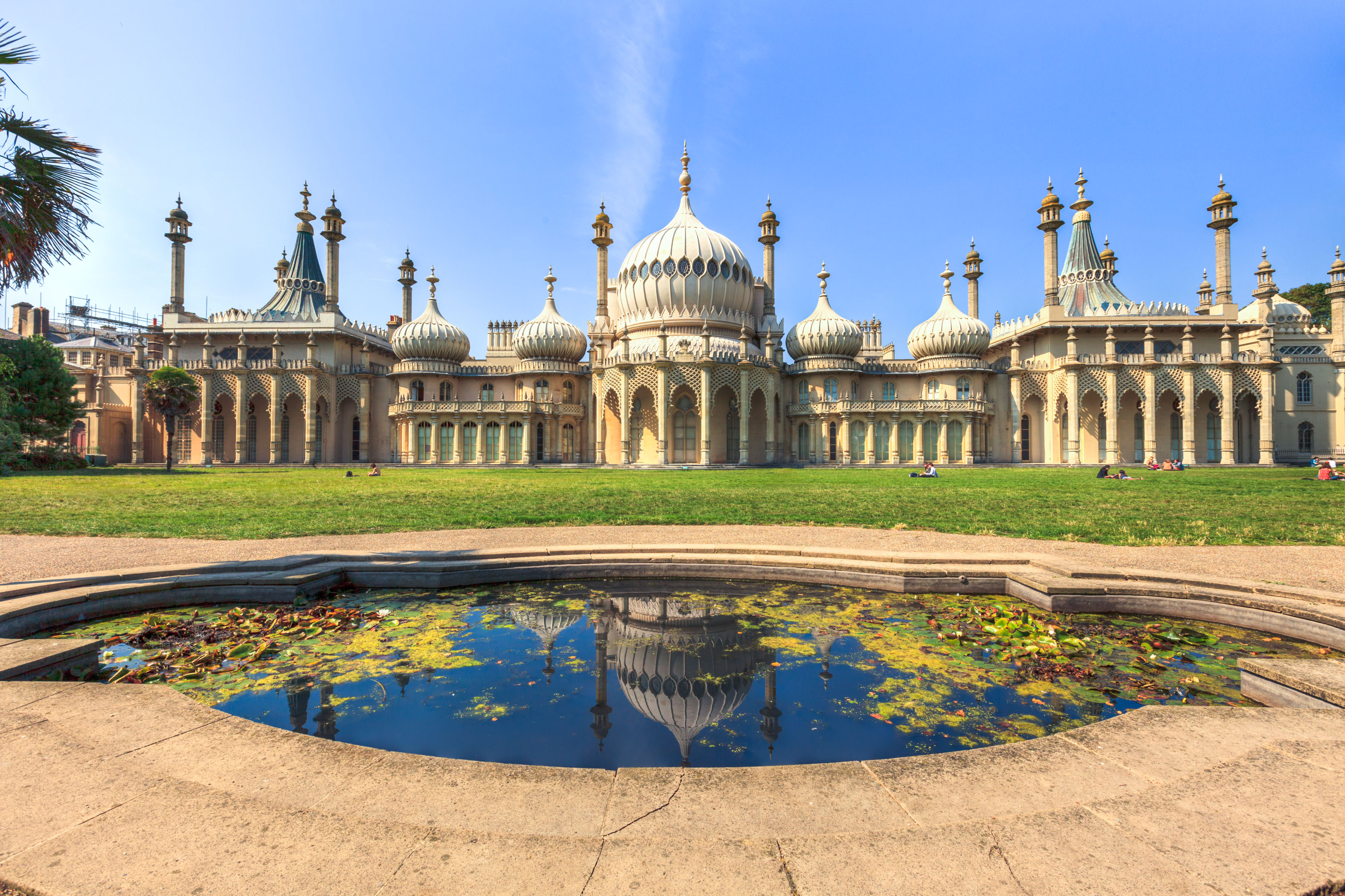
Royal Pavilion Brighton and reflective pool
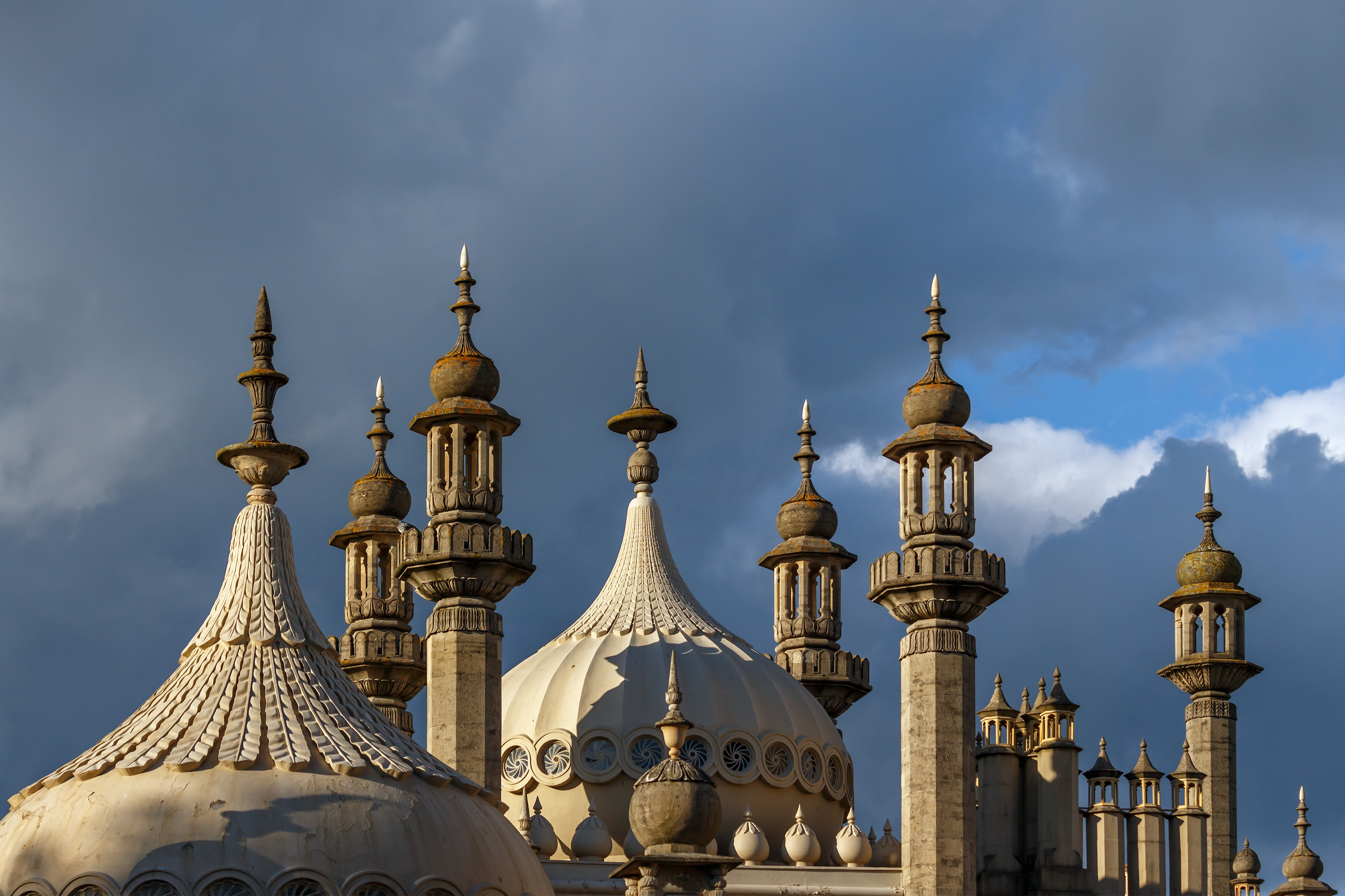
Rooftop

## 外部連結
- The Royal Pavilion and Museums' official website （页面存档备份，存于）
- Images of the Royal Pavilion （页面存档备份，存于）
- .   [2020-03-17]. （原始内容存档于2015-02-13）.
- Doctor Brighton's Pavilion （页面存档备份，存于） The Royal Pavilion as a hospital for soldiers of the British Indian Army during World War I

50°49′23″N 0°08′15″W / 50.82306°N 0.13750°W